# Vrahův polibek
Vrahův polibek (v originále Killer's Kiss) je britský film z roku 1955. Natočil jej režisér Stanley Kubrick (jde o jeho druhý celovečerní film) podle scénáře Howarda Sacklera (autorem příběhu je sám Kubrick). Autorem hudby k filmu byl Gerald Fried, který s režisérem spolupracoval i na dalších projektech. Kameramanem byl sám Kubrick. Ve filmu hráli například Frank Silvera, Irene Kane a Ruth Sobotka. Film pojednává o boxerovi, který chce kvůli neúspěchům odjet z města, avšak potká mladou ženu a zůstává.